# Obiettivo poliziotto
Pour plus de détails, voir Fiche technique et Distribution.
Obiettivo poliziotto, parfois commercialisé sous son titre anglais Cop Target, est un film d'action américano-italien d'Umberto Lenzi, sorti en 1990.

## Fiche technique
Sauf indication contraire, les informations mentionnées dans cette section peuvent être confirmées par la base de données cinématographiques IMDb,  présente dans la section « Liens externes ».
- Titre original italien : Obiettivo poliziotto[1]
- Titre original anglais : Cop Target
- Réalisation : Umberto Lenzi (sous le nom de « Humphrey Humbert »)[2]
- Scénario : Raimondo Del Balzo
- Photographie : Giancarlo Ferrando (it)
- Montage : Adriano Tagliavia
- Effets spéciaux : Roberto Ricci
- Musique : Lanfranco Perini
- Décors : William Baker
- Trucages : Rod Harper
- Sociétés de production : Europa Films
- Pays de production :  Italie -  États-Unis
- Langue originale : anglais
- Format : Couleurs - 1,78:1 - Son mono - 35 mm
- Genre : Action
- Durée : 100 minutes (1 h 40[1])
- Date de sortie :
  - Royaume-Uni : 20 novembre 1990
  - France : 18 septembre 1991[2]

## Distribution
- Robert Ginty : Farley Wood
- Charles Napier : John Granger
- Barbara Bingham : Deborah Kent
- Nina Sue Borrel : Priscilla Kent
- Jeff Moldovan : José Peynado
- Bradford Devine
- Tommy Bull
- Bruce Bartlett
- Harry Schreiber
- Terri Baer
- Alain Marino
- Marsha L. McVay (non crédité au générique)
- Brenda Wismer (non crédité au générique)
- Franco Fantasia : Garcia (non crédité au générique)
- Sherman Bergman : L'homme dans l'aéroport (non crédité au générique)
- Terry Conforti : Un employé dans l'aéroport (non crédité au générique)
- Umberto Lenzi : Le joueur de cartes (non crédité au générique)